# Palau Montcada (Catalanisseta)
El Palau Montcada (també conegut en italià com a Palazzo Moncada o Bauffremont) és un palau històric de la vila siciliana de Caltanissetta (en català, Catalanisseta), que va pertànyer a la branca siciliana de la família noble catalana dels Montcada. Aquests Montcada també van ser Prínceps de Paternò.

## Història i descripció

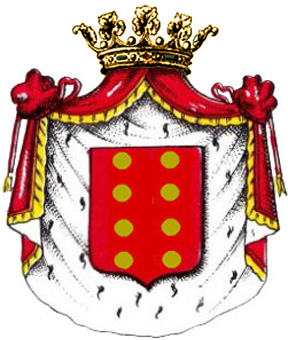
L'escut dels catalans Montcada

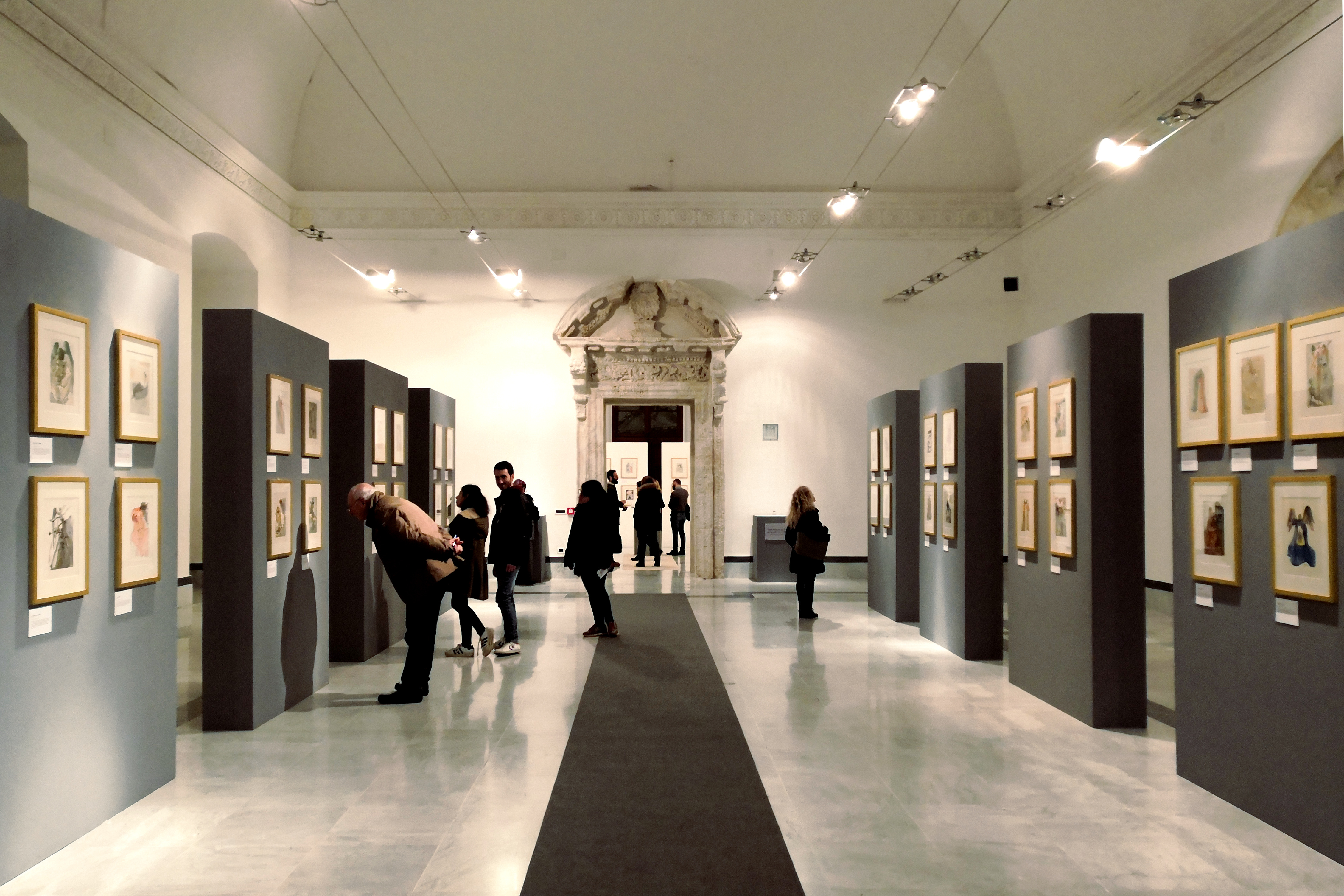
Exposició temporal en una sala de la Galeria Cívica d'Art, dins del Palau Montcada

Va ser construït cap a l'any 1651 per voluntat del príncep Lluís Guillem de Montcada, també senyor feudal del comtat de Catalanisseta, a partir d'un projecte de l'arquitecte palermès Carlo D'Aprile. Les obres per a la seva realització van començar l'any 1625 però es van interrompre a causa de les vicissituds polítiques sicilianes que van afectar el mateix príncep de Paternò.
El 1778 l'edifici esdevingué la seu d'un orfenat, i després de 1892 va acollir la seu del Tribunal d'Apel·lació del Tribunal de la ciutat de Caltanissetta.
L'any 1915 va ser comprat per la princesa, Maria Giovanna di Bauffremont, que el va privar del seu ús residencial i en va fer construir un gran saló amb una galeria d'estil modernista, que servia per a la representació de representacions teatrals. L'any 1938 el palau va ser comprat per la família Trigona della Floresta i posteriorment utilitzat, amb la construcció d'una sala a l'interior del pati, per a la representació d'espectacles de cinema i de teatre, amb el nom de Sala de cinema "Trieste". Encara compleix aquesta funció, però des de l'any 2009 el nom de cinema sala "Bauffremont" ha estat substituït pel multiplex "Moncada".
Construït d'estil arquitectònic barroc amb influències renaixentistes, l'edifici és de planta quadrangular, està elevat en tres nivells i ocupa un gran bloc. La façana és incompleta, sobretot a la planta noble.
Una part de l'edifici va passar a la propietat del municipi, després dels anys setanta, i acull les dependències municipals. Des de l'any 2010 també s'han obert noves sales de l'edifici destinades a galeria d'art, per acollir exposicions de diversa índole i esdeveniments improvisats. Aquí hi ha dues exposicions permanents: una sobre els antics senyors de Caltanissetta, els Montcada, i l'altra dedicada al gran escultor local Michele Tripisciano i al seu museu.

## Elements relacionats
- Caltanissetta
- Comtat de Catalanisseta
- Montcada (llinatge)